# Desjatina
Desjatina je stara ruska enota za površino. Enaka je 10925,4 m².